# Фёдоровское (Ореховский сельский округ)
Фёдоровское — деревня в Ореховском сельском округе Ореховского сельского поселения Галичского района Костромской области России.

## География
Деревня расположена на берегу речки Удавиха.

## История
Согласно Спискам населенных мест Российской империи в 1872 году деревня относилась к 1 стану Буйского уезда Костромской губернии. В ней числилось 7 дворов, проживало 20 мужчин и 35 женщин.
Согласно переписи населения 1897 года в деревне проживало 92 человека (44 мужчины и 48 женщин).
Согласно Списку населенных мест Костромской губернии в 1907 году деревня относилась к Ликургской волости Буйского уезда Костромской губернии. По сведениям волостного правления за 1907 год в ней числилось 18 крестьянских дворов и 109 жителей. Основными занятиями жителей деревни, помимо земледелия, были плотницкий промысел и работа на транспорте.
До муниципальной реформы 2010 года деревня также входила в состав Ореховского сельского поселения Галичского района.